# 소래염전

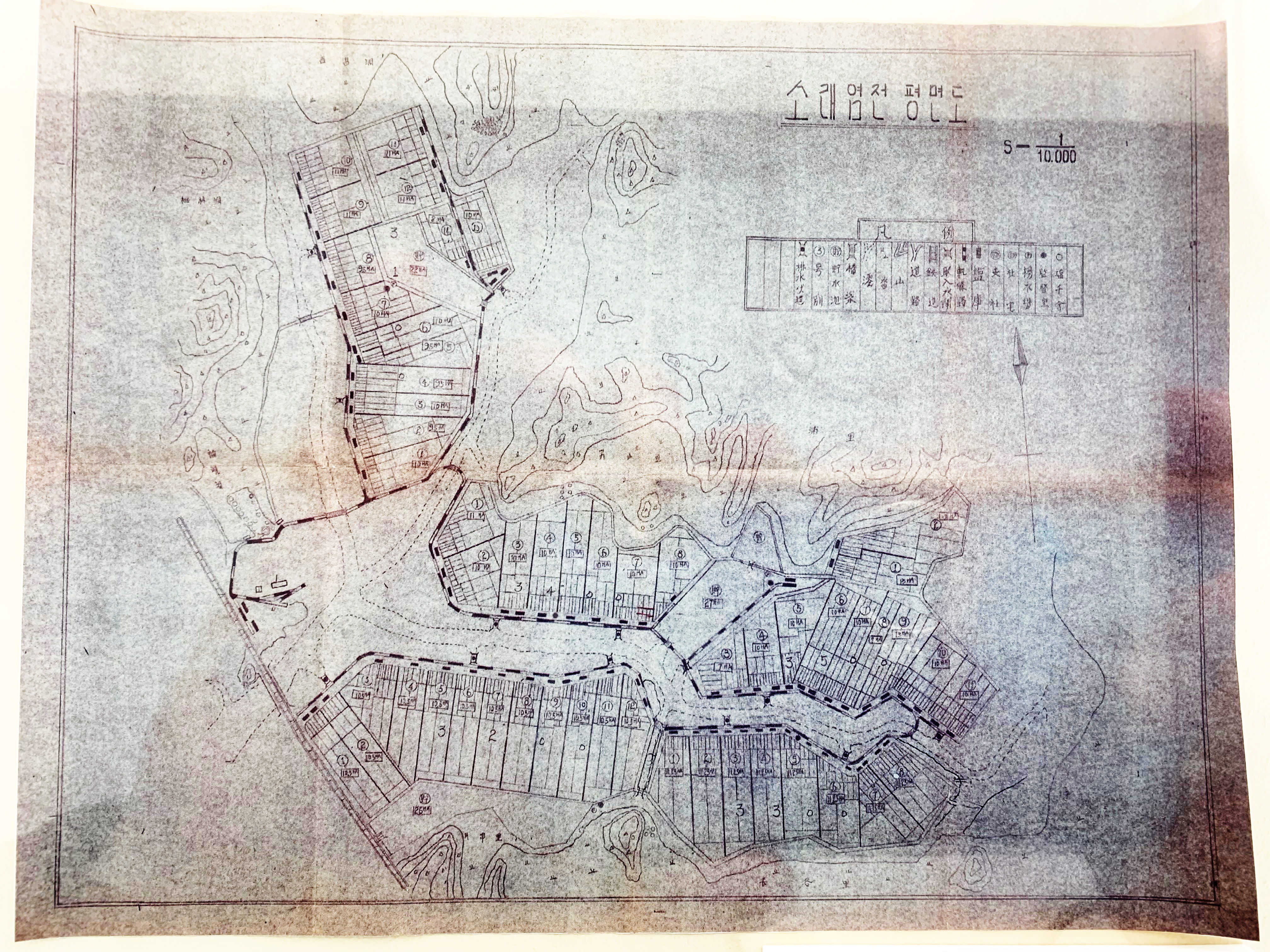
소래역사관 소장 소래염전 평면도

소래염전(蘇萊鹽田)은 대한민국 인천광역시 남동구 논현동, 경기도 시흥시 방산동, 포동, 월곶동, 장곡동에 있던 염전이다. 조선총독부에서 건설한 제4기 염전 중 하나로, 1935년부터 1937년에 걸쳐 준공되었다. 해방 이후 대한민국 정부 하에서도 상당한 소금을 생산하였으나, 제염업의 사양산업화에 따라 염전 운영의 채산성이 떨어진 끝에 1996년 7월을 마지막으로 폐쇄되었다.
여느 천일염전과 마찬가지로 소래염전은 바닷물을 저수지, 두 개의 증발지, 결정지를 거쳐 통과시켜 소금을 생산하였다. 인부들은 염전을 다섯 구역으로 나누어 맡아 일하였다. 시간의 경과에 따라 결정지의 바닥을 흙바닥에서 타일로 고치고, 어깨에 매고 옮기던 소금을 인력거로 실어 나르는 등 장비가 개선되었다. 지금은 인천과 시흥 쪽 일부가 생태공원으로 조성되었고, 나머지 부지는 전매청의 소금 부문 후신인 대한염업이 민영화된 주식회사 성담에서 소유하고 있다. 염전의 흔적으로 소금창고와 가시렁차가 남아 있다.

## 배경
조선 시대까지 이용된 전통적인 제염법은 자염법(煮鹽法)으로, 썰물 때의 갯벌을 갈고 말리기를 반복하여 소금기를 농축한 개흙에 바닷물을 통과시켜 만든 함수(鹹水)를 끓여서 소금을 생산하는 방식이었다. 당시에는 황·남해안뿐 아니라 동해안에서도 염업을 행하였는데, 전국 생산량의 50%를 전라남도에서 생산하였고, 경기도에서는 남양에서 가장 크게 소금을 산출하였으며 안산, 수원, 통진, 부평, 인천 등도 염전이 이름났다. 이 가운데 현재의 인천광역시 일대에서는 다음의 지역에서 소금을 생산하고 있었다. 이는 당시 한반도 전역에서 생산된 것의 2.3%에 불과한 양으로, 아마 생산지에서 소비하거나 서울 및 경기 지역으로 일부를 유통하였던 것으로 추정된다.
| 지명            | 소금가마 수 | 염전 면적 (정보) | 생산량 (근) |
| --------------- | ----------- | ---------------- | ----------- |
| 부평군 모월곶면 | 44          | 21정 719보       | 2,011,260   |
| 부평군 석곶면   | 23          | 6정 9115보       | 664,226     |
| 인천군 주안면   | 10          | 2정 5228보       | 347,700     |
| 인천군 서면     | 4           | 2정 3317보       | 232,560     |
| 인천군 부내면   | 5           | 3정 2028보       | 318,240     |
| 인천군 남촌면   | 24          | 19정 717보       | 1,970,620   |
| 인천군 조동면   | 9           | 6정 9320보       | 660,960     |
| 인천군 신현면   | 2           | 5정 825보        | 61,200      |
| 계              | 121         | 74정 1269보      | 6,266,766   |

그런데 개항(開港) 이후 조선의 국외 무역이 증가하면서 상품화폐 경제가 발달하고, 소금에 절이는 김치나 해산물의 수요가 늚에 따라 소금의 소비가 늘어났다. 더불어 일본과 청나라에서 수입되는 소금이 크게 증가하면서, 주로 자가 소비를 위한 소규모의 염전 운영은 줄어들고 제염업자가 대량으로 염전을 생산하는 경우가 많아졌다. 이러한 배경에서 대한제국 농상공부는 1899년에 인천부 주안 일대에 20정보 규모로 제염시험장을 설치하였고, 이듬해에 이곳에서 기수(技手) 변국선(卞國璇)이 소금을 처음으로 생산하였다. 시험장은 철판으로 만든 소금가마와 서구의 기계를 도입하여 전통적인 제염법을 획기적으로 개량하려는 목적에서 세워졌다. 이곳에는 풍우계(風雨計), 섭씨 온도계, 지중(地中) 온도계, 풍력전기반(風力電氣盤) 등 과학적인 기계를 설비하고, 연료로 석탄을 사용함으로써 기술력과 경쟁력을 갖추었다. 그러나 1901년 8월 30일 이후 이곳의 소금 생산 기록은 관측되지 않는다. 시험장의 위치는 정확히 알려지지 않았으나, 이후의 주안염전이 이곳에 들어섰던 것으로 추정된다.
한편 천일제염 방식이었던 청나라의 소금과 달리 일본의 소금은 끓여서 만드는 전오염(煎熬鹽, 즉 자염)이라서 생산비가 낮은 천일염과 경쟁할 수 없었다. 이 때문에 일본은 기후와 지리가 내지(內地)보다 적합한 조선에 천일염전을 설치하면, 일본 국내의 군수산업에 필요한 원료를 안정적으로 공급할 수 있고, 조선 안에서 소비되는 소금을 더는 수입하지 않고 천일제염 방식으로 개량하여 자가 생산함으로써 경쟁력을 갖출 수 있다고 여겼다. 이후 조선에서 천일염을 생산하는 것이 적합한지 점검하기 위하여 통감부는 시험 염전을 만들게 되었는데, 처음에는 목포항 앞의 달리도와 화원반도 사이가 검토되었다. 그러나 전통적인 제염업이 가장 흥성하던 목포 일대에 천일염전이 세워지는 것을 좌시할 수 없던 대한제국 정부가 이를 거부하자, 시험지로 부산의 명지도가 검토되다가 최종적으로 한성부와도 가까운 인천 주안이 결정되었다.
제염기술자 이시카와 다케요시(石川武吉, 1895~?)의 《조선염업사료》에 의하면 타이완 총독부 전매국 소속의 기수 야마다 나오지로(山田直次郞)와 미키 케요시로(三木毛吉郞)가 1906년에 조선 전역의 간석지를 실지 조사하여 인천 주안을 시험지로 확정하였고, 1907년 9월에 대만식 천일염전(1정보)이 준공되었다. 9월 23일에는 주안천일제염시험장에 정미칠적 중 송병준, 이완용, 임선준, 고영희가 경인선 열차를 타고 시찰을 오기도 하였다. 이곳의 천일염은 경상남도 동래부 석남면(石南面) 용호리에 설치된 일본식 전오염 시험장에서 생산한 소금보다 품질과 생산 비용 면에서 양호한 것으로 조사되었다. 두 곳의 염업시험장은 1909년 2월 폐지되었다.

## 건설과 운영
염업시험장에서 얻어진 결과를 바탕으로 통감부/총독부에서는 총 네 차례에 걸쳐 한반도 전역에 천일염전을 축조하였다. 이 가운데 현재의 인천광역시 일대에는 제1~2기 시대에 주안만을 매립하고 기존의 염업시험장을 확장하여 주안염전이 설치되었고, 주안만이 염전으로 꽉 차자 제3기 시대에 승기천 하구를 매립하여 남동염전이 만들어졌다. 제3기 사업 이후 간토 대지진(1923년)이 일어나 일본 정부는 염전 축조를 중단하였고, 결국 제4기 사업은 1933년이 되어서야 개시되었다. 제4기 염전은 제방 건설 비용을 줄이고 폭풍우나 태풍으로 제방이 무너지는 피해를 방지하고자, 이전에 건설된 곳이 저수지 수면보다 염전이 아래에 있었던 것과 달리 염전을 저수지 수면보다 높여 지었기 때문에 천일염은 바닷물을 펌프로 끌어들이는 방식으로 생산되었다.
| 기간            | 지역                   | 염전 구분 | 염전 면적 (정보) | 준공     |
| --------------- | ---------------------- | --------- | ---------------- | -------- |
| 제1기 (1909~14) | 경기도 부천군 주안     | 제1구     | 1.1              | 1907.8.  |
| 제1기 (1909~14) | 경기도 부천군 주안     | 제2구     | 6.6              | 1909.5.  |
| 제1기 (1909~14) | 경기도 부천군 주안     | 제3구     | 9.0              | 1909.6.  |
| 제1기 (1909~14) | 경기도 부천군 주안     | 제4구     | 14.5             | 1910.5.  |
| 제1기 (1909~14) | 경기도 부천군 주안     | 제5구     | 57.3             | 1911.7.  |
| 제1기 (1909~14) | 경기도 부천군 주안     | 소계      | 88.5             | 88.5     |
| 제1기 (1909~14) | 평안남도 용강군 광량만 | 제1구     | 46.0             | 1912.3.  |
| 제1기 (1909~14) | 평안남도 용강군 광량만 | 제2구     | 173.0            | 1913.3.  |
| 제1기 (1909~14) | 평안남도 용강군 광량만 | 제3구     | 142.0            | 1912.9.  |
| 제1기 (1909~14) | 평안남도 용강군 광량만 | 제4구     | 93.0             | 1914.3.  |
| 제1기 (1909~14) | 평안남도 용강군 광량만 | 제5구     | 52.0             | 1910.5.  |
| 제1기 (1909~14) | 평안남도 용강군 광량만 | 제6구     | 160.0            | 1912.3.  |
| 제1기 (1909~14) | 평안남도 용강군 광량만 | 제7구     | 36.0             | 1909.11. |
| 제1기 (1909~14) | 평안남도 용강군 광량만 | 제8구     | 68.0             | 1914.3.  |
| 제1기 (1909~14) | 평안남도 용강군 광량만 | 소계      | 770.0            | 770.0    |
| 제2기 (1918~20) | 경기도 부천군 주안     | 제6구     | 32.4             | 1919.3.  |
| 제2기 (1918~20) | 경기도 부천군 주안     | 제7구     | 46.9             | 1919.3.  |
| 제2기 (1918~20) | 경기도 부천군 주안     | 제8구     | 44.6             | 1919.3.  |
| 제2기 (1918~20) | 경기도 부천군 주안     | 소계      | 123.9            | 123.9    |
| 제2기 (1918~20) | 평안남도 용강군 덕동   | 제1구     | 105.0            | 1919.3.  |
| 제2기 (1918~20) | 평안남도 용강군 덕동   | 제2구     | 78.0             | 1920.12. |
| 제2기 (1918~20) | 평안남도 용강군 덕동   | 제3구     | 40.0             | 1920.12. |
| 제2기 (1918~20) | 평안남도 용강군 덕동   | 소계      | 223.0            | 223.0    |

| 기간            | 지역                    | 염전 구분 | 염전 면적 (정보) | 준공     |
| --------------- | ----------------------- | --------- | ---------------- | -------- |
| 제3기 (1920~26) | 경기도 부천군 남동      | 제1구     | 105.0            | 1921.5.  |
| 제3기 (1920~26) | 경기도 부천군 남동      | 제2구     | 105.0            | 1921.5.  |
| 제3기 (1920~26) | 경기도 부천군 남동      | 제3구     | 90.0             | 1921.5.  |
| 제3기 (1920~26) | 경기도 부천군 남동      | 소계      | 300.0.           | 300.0.   |
| 제3기 (1920~26) | 경기도 시흥군 군자      | 제1구     | 180.0            | 1925.3.  |
| 제3기 (1920~26) | 경기도 시흥군 군자      | 제2구     | 95.0             | 1925.3.  |
| 제3기 (1920~26) | 경기도 시흥군 군자      | 제3구     | 300.0            | 1925.3.  |
| 제3기 (1920~26) | 경기도 시흥군 군자      | 소계      | 575.0            | 575.0    |
| 제3기 (1920~26) | 평안남도 용강군 귀성    | 제2구     | 149.0            | 1921.    |
| 제3기 (1920~26) | 평안남도 용강군 귀성    | 소계      | 149.0            | 149.0    |
| 제3기 (1920~26) | 평안북도 용천군 남시    | 제1구     | 217.0            | 1924.    |
| 제3기 (1920~26) | 평안북도 용천군 남시    | 소계      | 217.0            | 217.0    |
| 제4기 (1933~40) | 경기도 부천·시흥군 소래 | 제1구     | 140.0            | 1935.12. |
| 제4기 (1933~40) | 경기도 부천·시흥군 소래 | 제2구     | 216.0            | 1936.12. |
| 제4기 (1933~40) | 경기도 부천·시흥군 소래 | 제3구     | 193.0            | 1937.6.  |
| 제4기 (1933~40) | 경기도 부천·시흥군 소래 | 소계      | 549.0            | 549.0    |
| 제4기 (1933~40) | 평안남도 용강군 귀성    | 제1구     | 347.0            | 1940.    |
| 제4기 (1933~40) | 평안남도 용강군 귀성    | 제3구     | 507.0            | 1935.11. |
| 제4기 (1933~40) | 평안남도 용강군 귀성    | 제4구     | 532.0            | 1937.12. |
| 제4기 (1933~40) | 평안남도 용강군 귀성    | 소계      | 1,386.0          | 1,386.0  |
| 제4기 (1933~40) | 평안북도 용천군 남시    | 제2구     | 266.0            | 1937.    |
| 제4기 (1933~40) | 평안북도 용천군 남시    | 소계      | 266.0            | 266.0    |

소래염전은 염전을 짓기에 적합한 입지였다. 우선 소래염전 일대는 조선 시대부터 전통적인 자염법으로 제염을 하였던 곳이다. 조간대가 광활하고 평탄하며, 갯벌의 토질은 점토와 모래가 절반씩 구성하고 있어 염전 바닥을 다지고 물을 증발시키기에 좋다. 조석의 차가 10.86 m로 매우 커 수분을 증발시킬 시간이 충분히 확보되며, 유입되는 하천도 소하천뿐이라 바닷물의 염도도 낮지 않다. 또한 염전에서 생산한 소금을 수인선 철도를 통하여 인천항으로 옮긴 뒤, 조선 내에서는 대수요처인 수도권으로, 국외로는 일본과 만주로 운송하기에 유리하였다. 소래염전 건설에는 1934년 당시 돈으로 58만 4500원이 들었다. 1934년 5월 26일에 기공하였는데, 주민의 구술에 의하면 총독부는 염전의 축조에 대부분 중국인을 다루어 썼다. 제1기 염전인 평안남도 광량만염전을 건설할 때 중국 산둥성에서 염전 기술자들이 많이 유입되었는데, 이들이 경기도 부천군, 시흥군 일대에 염전을 지을 때 남쪽으로 내려온 것이다.
현재의 인천광역시와 그 주변 지역에 설치된 네 곳의 염전, 곧 주안, 남동, 군자, 소래염전은 조선총독부 전매국 주안출장소에서 관리하였다. 주안출장소는 다시 관할 파출소로 나뉘어 각 염전을 남동파출소, 군자파출소, 소래파출소가 관리하였으며, 주안염전은 출장소에서 직할로 맡았다. 출장소는 회계, 소금의 보관과 수송, 종업원 복지 등을 맡은 서무계(庶務係), 염부(鹽夫) 고용, 소금 생산 감독, 염전 내부 수리 등을 맡은 사업계(事業係), 염전 측량과 설계, 제방·수문·소금창고·관사 등의 수리를 맡은 토목계(土木係)로 이루어졌다. 1943년에 소래염전이 조선제염공업주식회사에 대여되면서 소래파출소는 해체되었다.

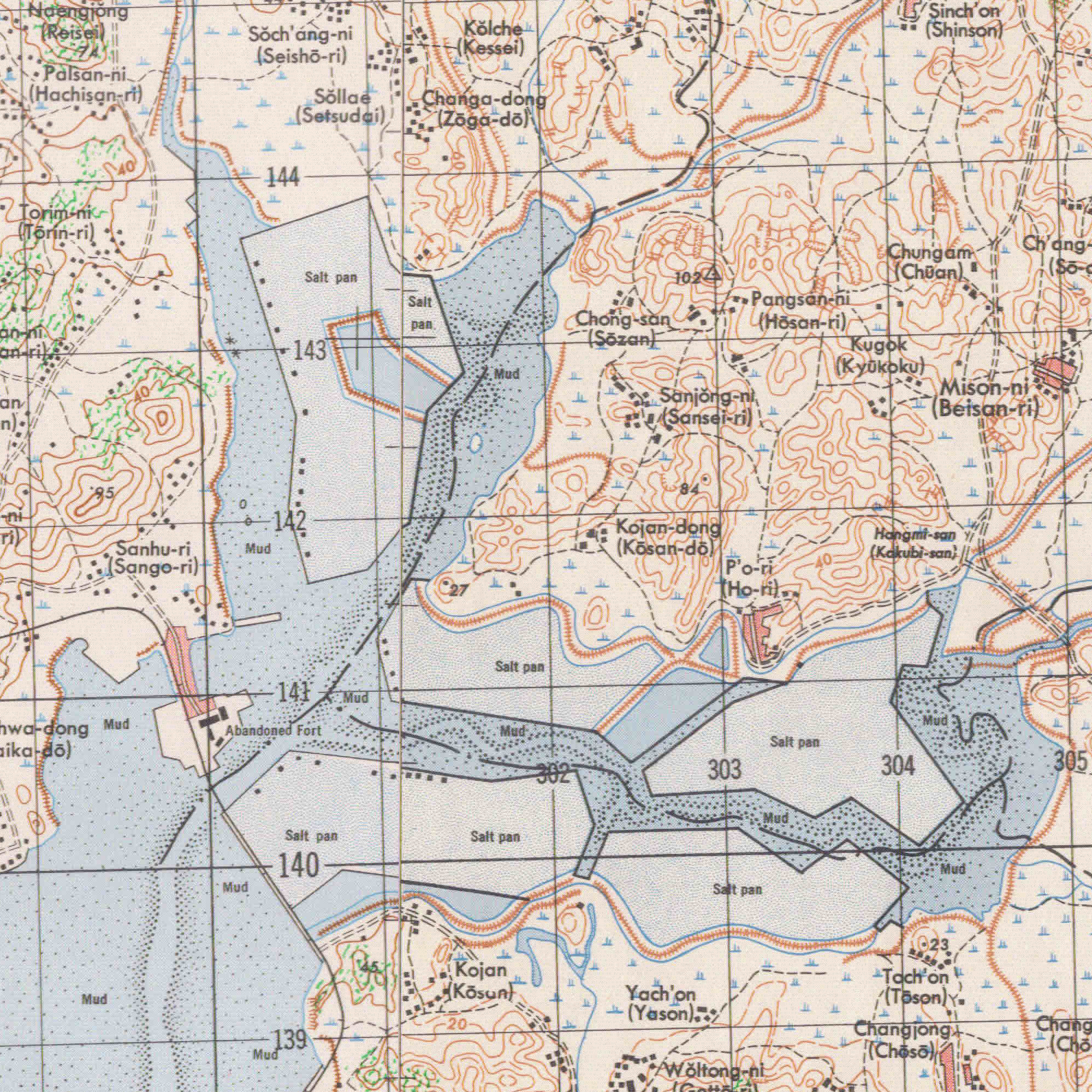
소래염전이 표시된 1946년 지도

해방 이후 한반도 분단이 일어나자, 38선 이남 지역에 남은 염전은 연간 도합 10만 톤가량의 소금을 생산할 수 있는 주안, 남동, 군자, 소래염전이 거의 전부였다. 이 때문에 소금 부족 현상이 심해지자 정부는 매년 10만에서 15만 톤의 소금을 수입하다가, 염(鹽) 증산 5개년 계획을 수립하고 민간의 염전 운영을 허용하여 황해와 남해안의 간석지에 많은 민영 염전이 건설되었다. 그 결과 1955년에 처음으로 소금 자급자족에 성공하였고, 매년 70만 톤의 소금을 생산할 수 있게 되었다. 그러나 대한민국 안에서 한 해에 소비할 수 있는 소금이 30만 톤에 불과하여 1957년부터 소금이 도리어 과잉 생산되기 시작하였고, 전매청의 소금 매수에도 재정상 문제가 발생하였다. 이에 1961년 10월 7일에 대한염업조합을 주체로 한국염업주식회사(韓國鹽業株式會社)가 발족하였고, 1962년 1월 1일부터 염관리임시조치법이 시행되어 전매청의 소금 전매제를 폐지하였다. 1963년 10월 23일, 염관리법과 대한염업주식회사법이 공포되어, 기존에 전매청에서 맡았던 국유 염전 운영을 새로 설립되는 국영 기업체인 대한염업주식회사(大韓鹽業株式會社)에서 담당하게 되었다. 이 회사는 1971년 7월 4일에 민영화된 뒤 1992년 2월 29일에 주식회사 성담(成潭)으로 개칭되었다.
염업 민영화 이후에도 소래염전에서 생산되는 소금의 양은 상당하였다. 1965년에는 대한민국에서 가장 많은 소금이 경기만에 있는 세 곳의 염전, 즉 남동, 군자, 소래염전에서 생산되었고, 1970년대에는 소래염전이 대한민국 국내 소금 수요의 30%를 담당할 정도였다. 1981년에는 전국에서 생산된 소금이 약 81.1만 톤이었는데, 이 중 경기만의 세 염전에서 생산한 소금이 61,769 톤이었고, 소래염전의 생산량은 20,570 톤이었다. 그러나 염부들의 인건비는 변하지 않은 가운데 소금값은 내려가고, 저렴한 중국산 천일염마저 수입되면서, 1996년 7월 31일을 끝으로 소래염전은 폐염(廢鹽)되었다.

## 제염 과정

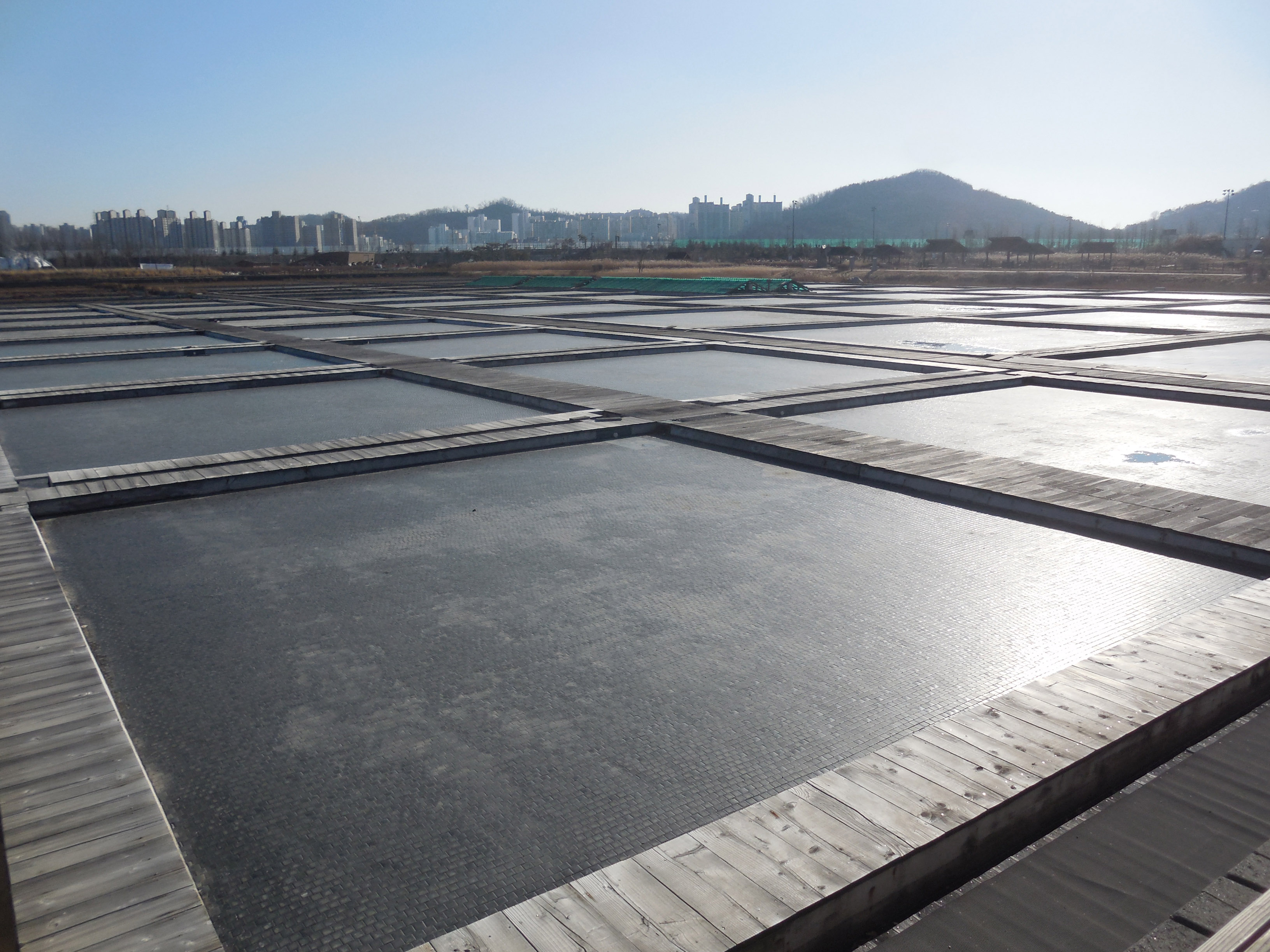
복원된 염전 (타일판)

천일염전은 저수지, 제1증발지, 제2증발지, 결정지로 크게 나뉜다. 제1증발지는 6단으로, 제2증발지는 4단으로 되어 있으며, 각 단에는 낙차가 있어 바닷물이 흐르기 좋게 한다. 제염 과정은 밀물 때마다 저수지에 바닷물을 유입하는 것으로 시작한다. 이때 바닷물의 염도는 2.5도에서 3도 사이이다. 소래염전은 제4기 염전으로서 저수지보다 증발지 중 가장 높은 단의 높이가 높기 때문에 양수기를 통하여 저수지에서 제1증발지로 바닷물을 올렸다. 함수의 염도는 저수지에서 제1증발지, 제2증발지를 거쳐 결정지로 갈 때까지 점차 높아진다. 제2증발지에는 단마다 염도가 진한 함수를 저장하는 함수류(鹹水溜)라는 웅덩이를 두었는데, 비가 오는 상황이나 겨울에 염도가 낮아지는 것을 대비하여 다시 염도를 원래대로 맞출 함수를 보관하는 것이다. 함수류의 함수는 수차로 퍼 제2증발지로 부었는데, 1984년부터 양수기를 도입하여 수차와 병용하였다.

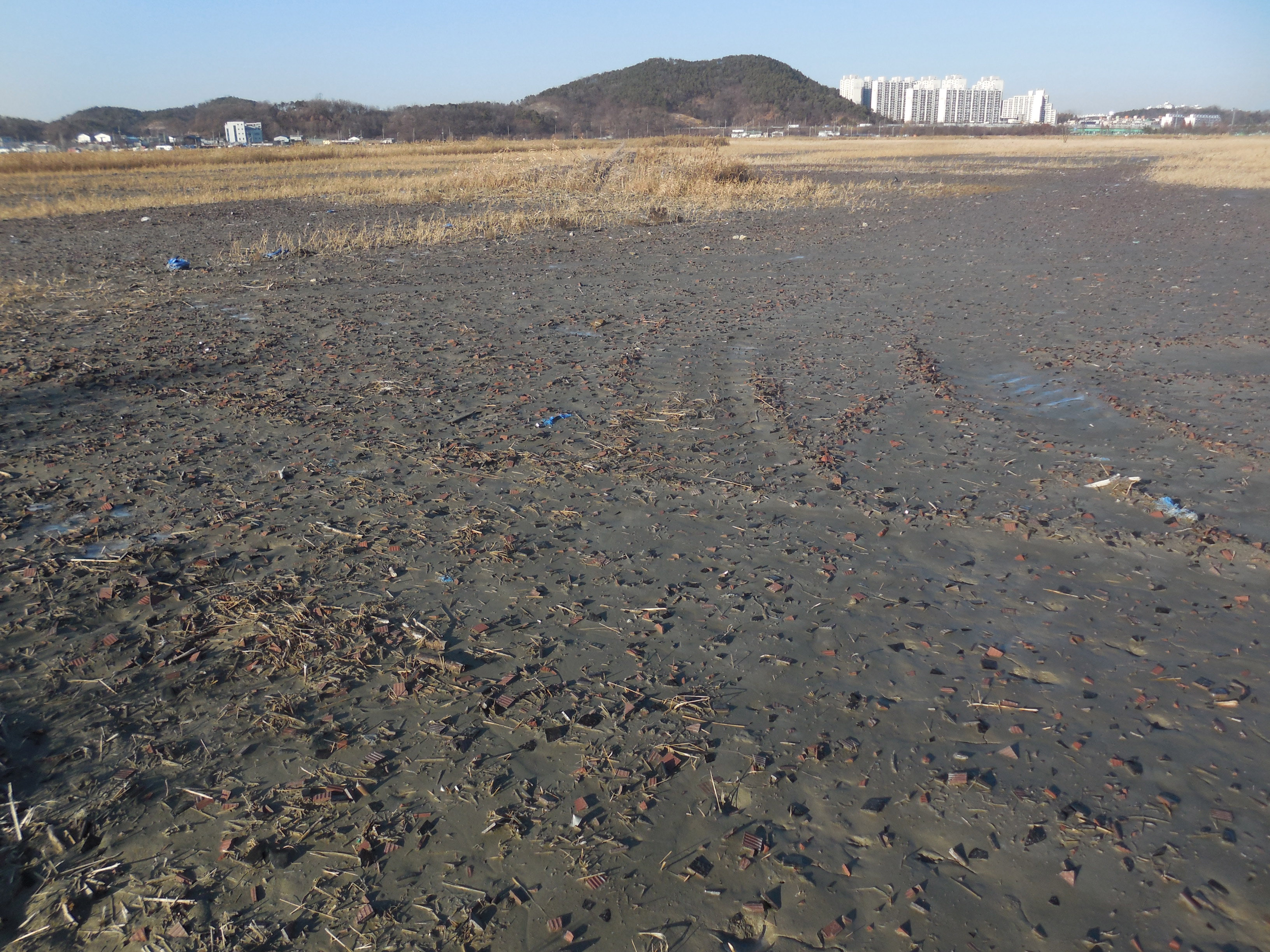
염전 바닥에 깔았던 타일의 흔적

결정지에 들어온 함수는 염도가 15-16도로, 증발을 거쳐 염도가 25도가 될 때 소금이 맺히면 이를 고무래로 걷었다. 결정지의 바닥은 소래염전 조성 당시에는 아무것도 깔지 않은 토판 그대로였는데, 이후 소래염전 전체 면적의 약 20%에 깨진 옹기 조각을 의미하는 ‘깸파리’를 깔았으며, 1983년부터는 타일을 깔아 폐염까지 깸파리판과 타일판이 병용되었다. 이렇게 생산된 소금은 5정보당 하나씩 있는 소금창고에 보관되었는데, 소래염전 조성 당시에는 목도채로 옮기다가, 나중에는 인력거로 옮겼다. 그 후 소금은 가시렁차로 소래역전의 창고까지 수송하였다.
일제 강점기에는 소금 생산에 관여하는 직책이 염전감독, 염부장(鹽夫長), 반장, 염부(상용직, 임시직)으로 나뉘었다. 이 중 조선총독부 전매국 주안출장소에 소속된 염전감독은 소래염전을 포함한 인천 등지의 염전 네 곳에서는 100~200정보마다 한 명이 배치되었으며, 역시 출장소 소속 염부장은 20정보마다 약 한 명씩 배치되어 염부들을 지휘하는 등 염전감독을 돕는 역할을 하였다. 염부는 상용직이 임시직보다 많았는데, 1942년의 통계에 의하면 소래염전에서는 68,266명의 상용직 염부에게 0.995엔이, 23,951명의 임시직 염부에게 0.900엔이 지급되었다. 반장에게는 쌀과 광목도 배급되었고, 운동화와 담배를 주기도 하였다.
| 종류   | 염전 구분      | 3월 | 4월 | 5월 | 6월 | 7월 상순 | 7월 하순 | 8월 | 9월 | 10월 | 11월 | 12월 | 1월 | 2월 |
| ------ | -------------- | --- | --- | --- | --- | -------- | -------- | --- | --- | ---- | ---- | ---- | --- | --- |
| 상용직 | 유하식(流下式) | 6   | 6   | 6   | 6   | 6        | 6        | 6   | 6   | 6    | 6    | 6    | 6   | 6   |
| 상용직 | 급상식(汲上式) | 7   | 7   | 7   | 7   | 7        | 7        | 7   | 7   | 7    | 7    | 7    | 7   | 7   |
| 임시직 | 유하식(流下式) | 3   | 3   | 3   | 3   | 3        | 2        | 2   | 1   | 0    | 0    | 0    | 0   | 0   |
| 임시직 | 급상식(汲上式) | 3   | 3   | 3   | 3   | 3        | 2        | 2   | 1   | 0    | 0    | 0    | 0   | 0   |
| 계     | 유하식(流下式) | 9   | 9   | 9   | 9   | 9        | 8        | 8   | 7   | 6    | 6    | 6    | 6   | 6   |
| 계     | 급상식(汲上式) | 10  | 10  | 10  | 10  | 10       | 9        | 9   | 8   | 7    | 7    | 7    | 7   | 7   |

해방 이후에도 현장 직책은 비슷한 체계로 유지되었다. 염부들은 소래염전을 논현동 쪽의 백구(百區), 월곶동 쪽의 이백구(二百區), 장곡동 쪽의 삼백구(三百區), 방산동 쪽의 사백구(四百區), 포동 쪽의 오백구(五百區) 등 다섯 구역으로 구분하였는데, 각 구역은 감독이 맡았다. 감독 아래에는 20정보를 맡는 염부장이 있고, 염부장 아래에는 반장이 있었다. 염전에서 10여 년쯤 일하면 반장이 될 수 있었다. 반장은 10정보를 맡았고, 반장 아래에는 부반장 2명이 딸리는데, 실질적으로 반장과 두 부반장이 5정보씩 나누어 담당하였다. 부반장 아래에는 증발수(난치빠투)를 두어 함수를 대고 염도를 조절하였다. 염부는 증발수 외에도 별다른 보직이 없는 보조수와, 인력이 부족할 때 쓰는 임시직인 작업수가 있었다. 염부는 대개 남성이었지만, 1980년대 들어 남성 인력이 부족해지자 여성 인력도 썼다. 급여는 민영화 이후 줄어들었는데, 1990년대의 월급을 보면 감독이 100만 원, 염부장이 80만 원, 반장이 70만 원, 부반장, 증발수, 보조수가 60만 원, 작업수가 그 미만을 지급받았다. 이는 당시로서도 적은 수준이었기 때문에, 염부들은 일과 후에 소금을 훔쳐 팔아 생계를 잇기도 하였고, 소금을 만들 수 없는 겨울에는 절약하며 지냈다.
매년 10월에 소금 생산이 마무리될 즈음, 전매국에서는 염전제(鹽田祭)와 염부위안회(鹽夫慰安會)를 열어 염부들을 위로하였다. 주안출장소에서는 염전에 마련된 신사에서 제례를 올린 뒤 운동회와 연회를 하루 종일 열었다. 소래염전의 염전제는 주안염전의 염전제가 마무리된 뒤 열렸다. 이 행사는 ‘소금제’라는 이름으로 1997년까지 매년 개최되었고, 시흥시는 이를 복원하여 2019년 5월 12일에 시흥갯골생태공원에서 ‘2019 시흥염전 소금제’를 열었다.

## 폐쇄 이후

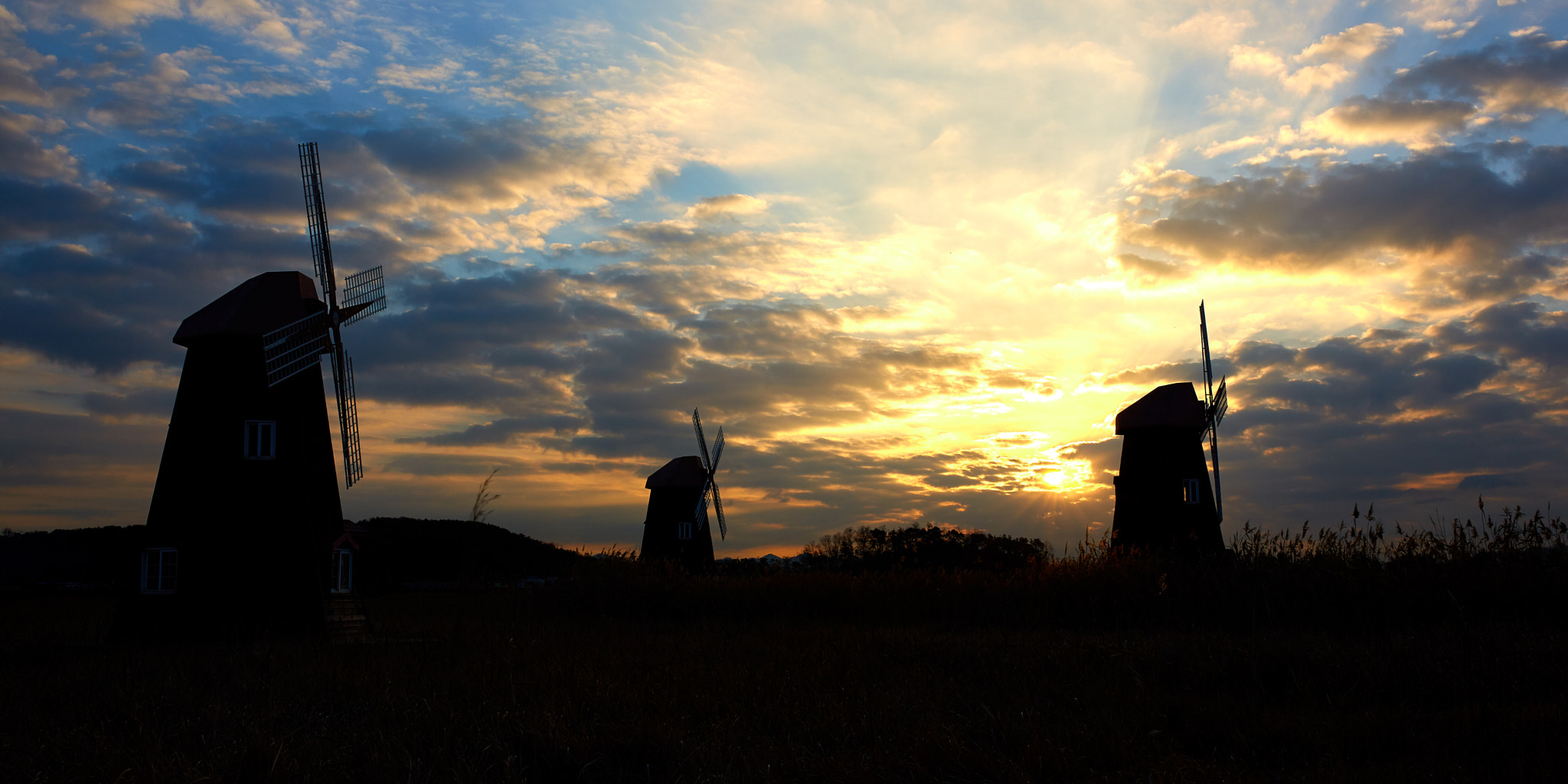
소래습지생태공원의 일출

폐염 이후 방치되던 소래염전 부지는 일부분은 공원화되고, 일부분은 개발되었으며, 나머지는 빈 땅으로 남아 있다. 먼저 1999년 6월 1일, 인천광역시에서는 남동구 논현동 일대의 소래염전 부지를 활용한 소래습지생태공원을 개장하였고, 2008년 7월 18일에는 공원 안에 생태전시관을 열었다. 이 공원은 몇 차례의 확장을 거친 끝에 2009년 7월 17일에 156만 1000m2 규모로 완전 개장되었다. 한편, 시흥시에서는 장곡동 일대에 2000년대 초반부터 시흥갯골생태공원을 조성하여 운영하였으며, 2006년부터 매년 갯골축제를 열었다. 2008년 5월에는 시흥갯골생태공원의 로고와 캐릭터가 만들어졌으며, 공원을 확장하는 공사가 2009년 5월에 시작되어 2014년에 완료되었다. 시흥갯골생태공원을 관통하는 내만형 갯벌은 2012년 2월 17일에 습지보호지역으로 지정되었다.
소래염전 부지는 여전히 성담에서 보유하고 있다. 성담은 2004년에 소래습지생태공원 북쪽의 부지를 이용하여 골프장을 건설하려 하였고, 이것이 무산되자 2006년부터 시흥갯골생태공원 남쪽의 부지에 골프장을 조성할 계획을 세웠다. 환경 파괴를 이유로 지역 환경단체의 반대가 있었으나, 결국 추진되어 2014년 2월 10일 솔트베이 골프클럽이라는 이름으로 문을 열었다.

### 소금창고

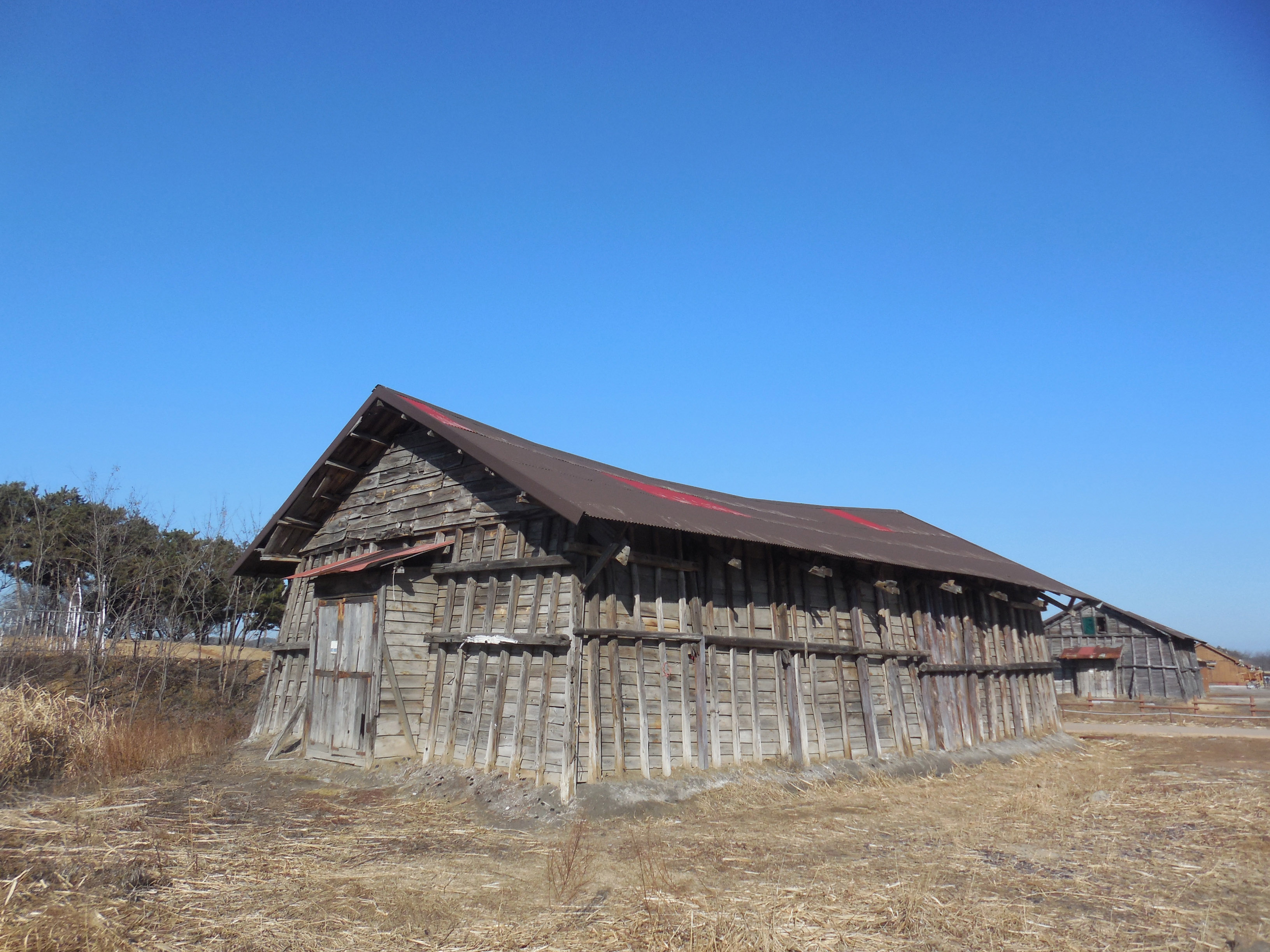
시흥갯골생태공원에 남아 있는 두 동의 소금창고 중 하나

소금을 보관하던 소금창고는 인천광역시 쪽과 시흥시 쪽 모두에 몇 동이 남아 있다. 인천광역시 쪽의 경우, 소래습지생태공원 안에 소금창고를 보수하여 만든 자연학습장이 있다. 2020년 현재 1930년대에 건립된 소금창고가 두 동 남아 있고, 원래 있던 소금창고의 자재를 사용하여 축소 제작한 두 동과 완전히 새로 지은 것이 공존한다.
시흥시 쪽의 경우, 2006년 5월 당시 심하게 훼손된 26동, 일부 훼손된 12동, 양호한 2동 등 총 40동의 소금창고가 갯골 양 옆으로 열을 지어 남아 있었다. 모두 1934년에서 1937년 사이에 준공되었다. 문화재청은 소래염전이 개발되어 사라진 남동염전과 군자염전을 대신하여 해방 이전의 염전을 대표할 수 있으며, 전체 염전 부지 중 시흥갯골생태공원과 염전 운영 당시의 경관을 잘 드러내는 소금창고 일대를 우선 등록문화재로 등재하고 그 밖의 시설과 내만갯골은 추후에 등재하는 것이 좋겠다는 의견을 냈다. 그런데 문화재청의 등록문화재 등재 심의를 사흘 앞둔 2007년 6월 4일, 주식회사 성담에서 소금창고 40동 중 38동을 철거하였다. 성담은 소금창고가 방치되어 우범지대로 전락하고 붕괴할 우려가 있어 철거하였다고 밝혔으나, 시민단체는 소래염전 부지에 골프장(현 솔트베이 골프클럽) 건설을 계획 중이던 성담이 사업 추진을 원활히 하기 위하여 철거를 단행하였다고 보았다.

### 가시렁차

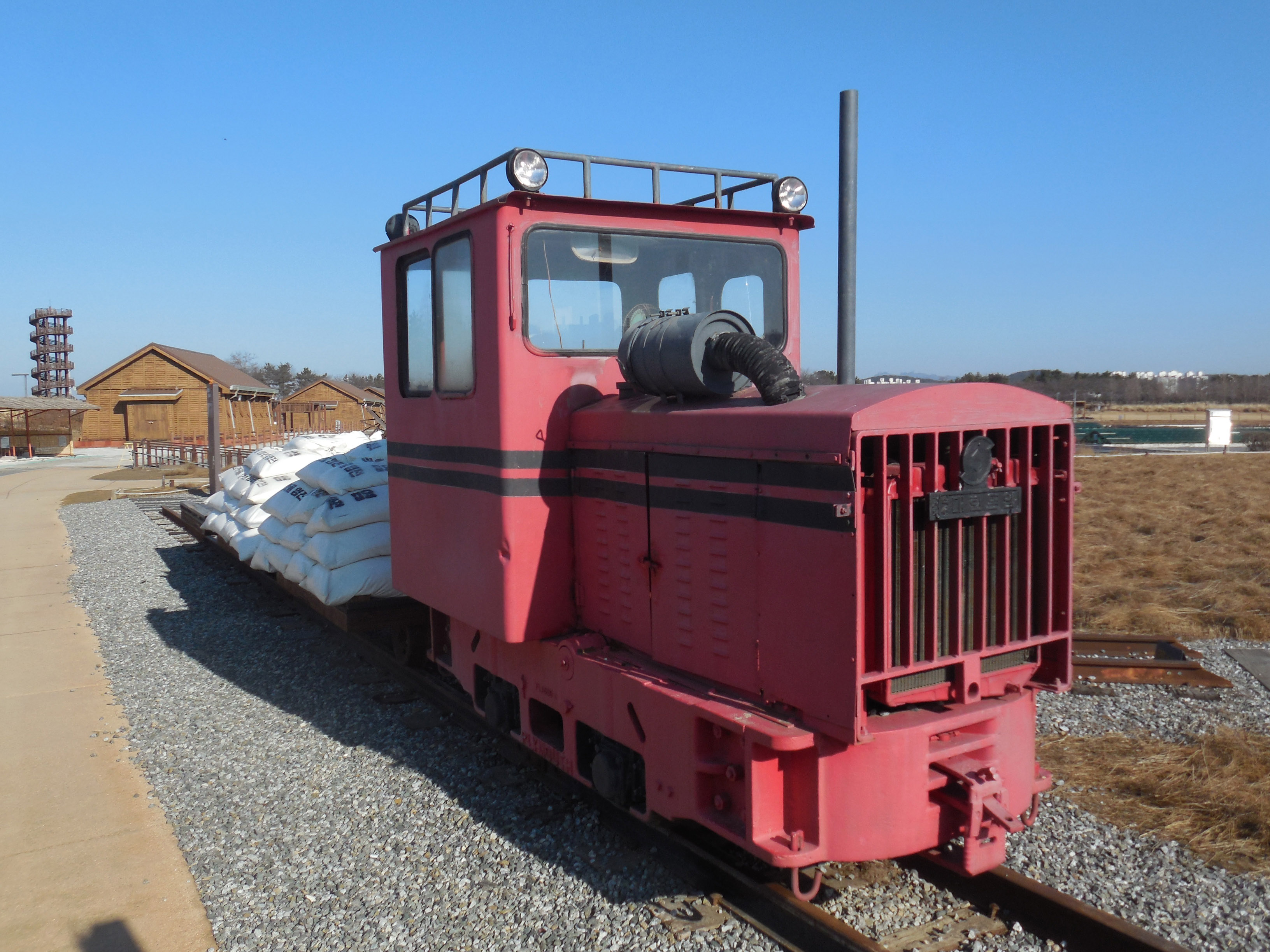
시흥갯골생태공원에 전시된 가시렁차

협궤철도 수인선 소래역에는 염업선(鹽業線)이라는 전용선로가 있었다. 이전의 명칭은 전매선(專賣線)이었으나, 1964년 8월 20일에 염업선으로 개칭하였다. 이 선로에서는 ‘가시렁차’라고 불린 가솔린 기관차가 소금을 싣는 화차를 한 번에 스무 량 정도 끌었다. 마지막으로 남은 가시렁차 한 량이 소래염전 폐염 이후 시흥시 포동 67-5에 있던 차고지에 보관되다가, 2014년부터 2019년까지 주식회사 성담이 염전 부지에 개발한 솔트베이 골프클럽에 전시되었고, 2019년 9월 19일부터 시흥갯골생태공원에서 전시되고 있다. 가시렁차는 ‘가소링차(가솔린차)’가 와전된 이름으로 추정된다. 가시렁차는 소래역과 소래염전 사이의 갯골을 소염교(蘇鹽橋)라는 다리로 건넜는데, 소염교는 폐염 이후 무너져 2006년에 콘크리트 다리로 새로 지어졌다.

## 대중 문화
소래염전은 예전부터 사진 촬영 명소로 알려졌다. 염전이 가동되고 있었을 때에는 염부들이 일하는 풍경과 해안가에 일렬로 선 소금창고가 사진 촬영의 대상이었으며, 염전이 운영을 멈춘 지금도 소래염전은 결혼 사진을 찍는 곳으로 이용되기도 한다. 소금창고를 배경으로 독특한 경관을 자아내는 염생습지와 내만갯골도 사진가들의 피사체가 된다. 소래습지생태공원의 경우 갈대숲을 배경으로 여러 대의 풍차가 선 모습이 이국적 풍경으로 사람들을 모은다.
소래염전을 소재로 한 문학 작품도 있다. 1982년 이래 인천광역시에서 생활한 시인 이가림(1943~)은 〈소금창고가 있는 풍경〉이라는 시에서 흔적만 남고 관광객의 가벼운 관광지로 변모한 소래염전을 안타깝게 여기면서, 소래염전의 역사까지도 노래하였다. 인천 태생인 시조시인 이광녕(1946~)은 소래염전을 배경으로 〈아버지와 소래염전〉을 지었고, 그 시비(詩碑)가 2017년 7월에 소래습지생태공원에 건립되었다. 한편, 영화 《엄마없는 하늘아래》(1977년)와 《난장이가 쏘아올린 작은 공》(1981년)이 폐염 이전의 소래염전에서 촬영되었다.

## 참고 문헌
- 류창호 (2017). 《식민지기 인천의 근대 제염업》. 경기: 보고사. ISBN 9791155166338.
- 문화재청 (2008). 〈근대문화재분과 제3차 회의록〉. 《문화재위원회 회의록 2007》. 하 3-2. 대전: 문화재청.
- 유승훈 (2004). “20세기 초 인천지역의 소금생산”. 《인천학연구》 (인천대학교 인천학연구원) 3: 321-347. 2020년 8월 9일에 확인함.
- 이영학 (1991). “개항기 제염업에 대한 연구”. 《한국문화》 (서울대학교 한국문화연구소) 12: 535-575. 2020년 4월 27일에 확인함.
- 주강현; 이기복 (2007). 〈시흥해역의 염부생활과 염업〉. 《시흥 바닷가 사람들의 일과 삶》. 시흥시사 6. 경기: 시흥시사편찬위원회.
- 최명옥 (1986년 6월). 《京畿灣의 天日製鹽業》 (석사학위논문). 고려대학교 교육대학원. 2020년 4월 27일에 확인함. (가입 필요).
- 추교찬 (2010). 〈소금생산과 남동·소래염전〉. 《남동구 20년사》. 인천: 남동구20년사편찬위원회.